# Business Centre Bohemia
Business Centre Bohemia (též nazývaná Bohemka, původním názvem Hutní projekt) je administrativní výšková budova v Plzni. Byla postavena v 60. letech jako hlavní sídlo firmy Hutní projekt Plzeň.

## Název
Název Bohemia či Bohemka odkazuje na restauraci Bohemia, která se nacházela v sousední budově. Budova také bývá nazývána mrakodrap, nesmí však být zaměňována s činžovním domem Mrakodrap na nedaleké Americké třídě.

## Rekonstrukce
V roce 2002, kdy byla zahájena její rekonstrukce, byla již několik let téměř prázdná a ve velmi špatném technickém a provozním stavu. Po odstrojení veškerých zastaralých konstrukcí a instalací zbyl pouze čistý nosný ocelový skelet, který musel být ochráněn novým požárním sádrokartonovým obkladem. Původní systém s neprůhlednými parapetními a nadokenními pásy byl nahrazen subtilní celoprosklenou rastrovou konstrukcí. Venkovní solární ochranu tvoří automatické lamelové žaluzie. Patra jsou organizována kolem nového centrálního vertikálního komunikačního jádra. Původní chodbový systém byl nahrazen otevřenou dispozicí. V kontrastu s ortogonální geometrií celé budovy je ve vstupní hale umístěn žlutý recepční modul vyrobený ze staré železniční silážní nádoby.

## Galerie

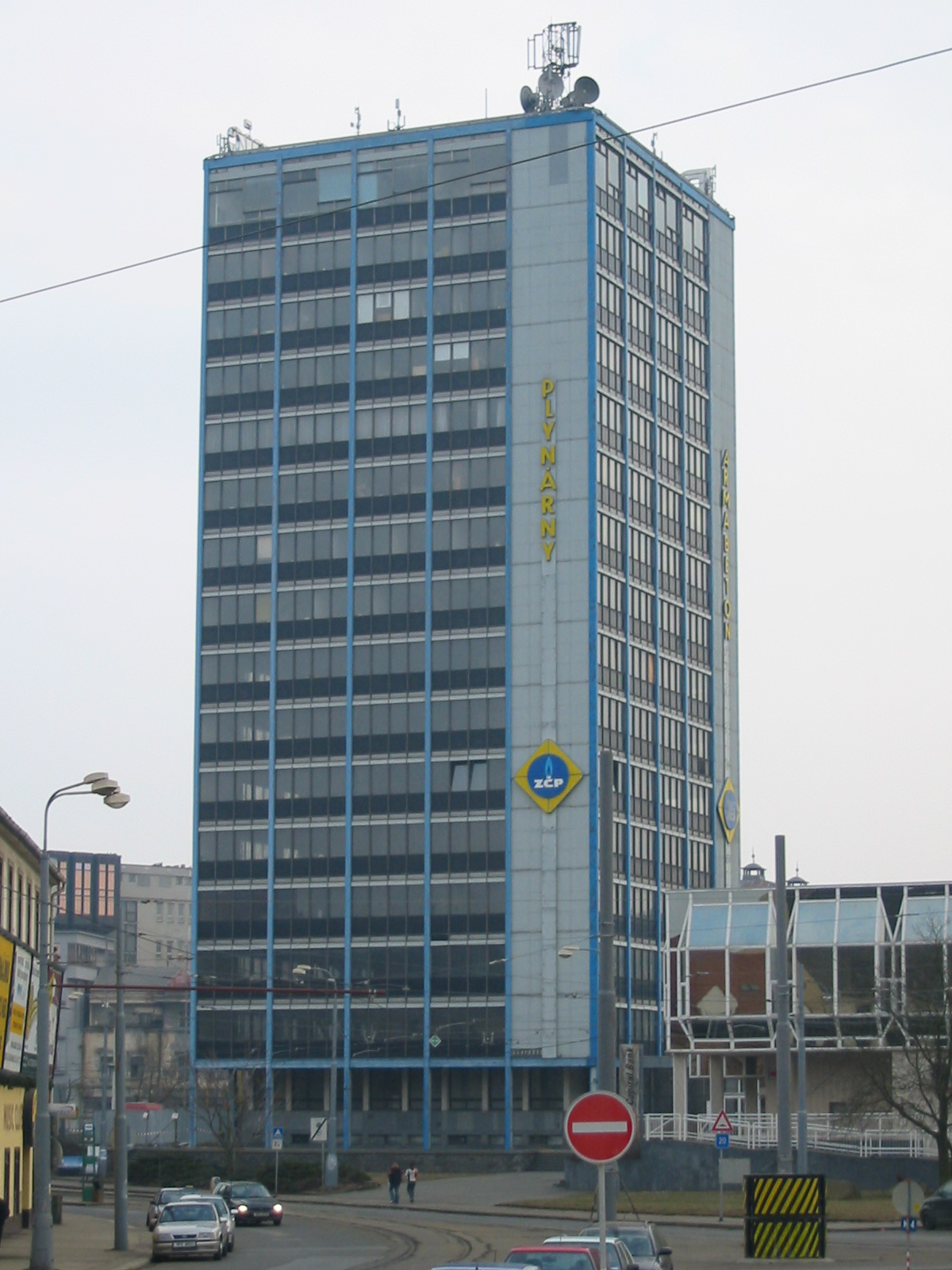
Těsně před rekonstrukcí, 2003
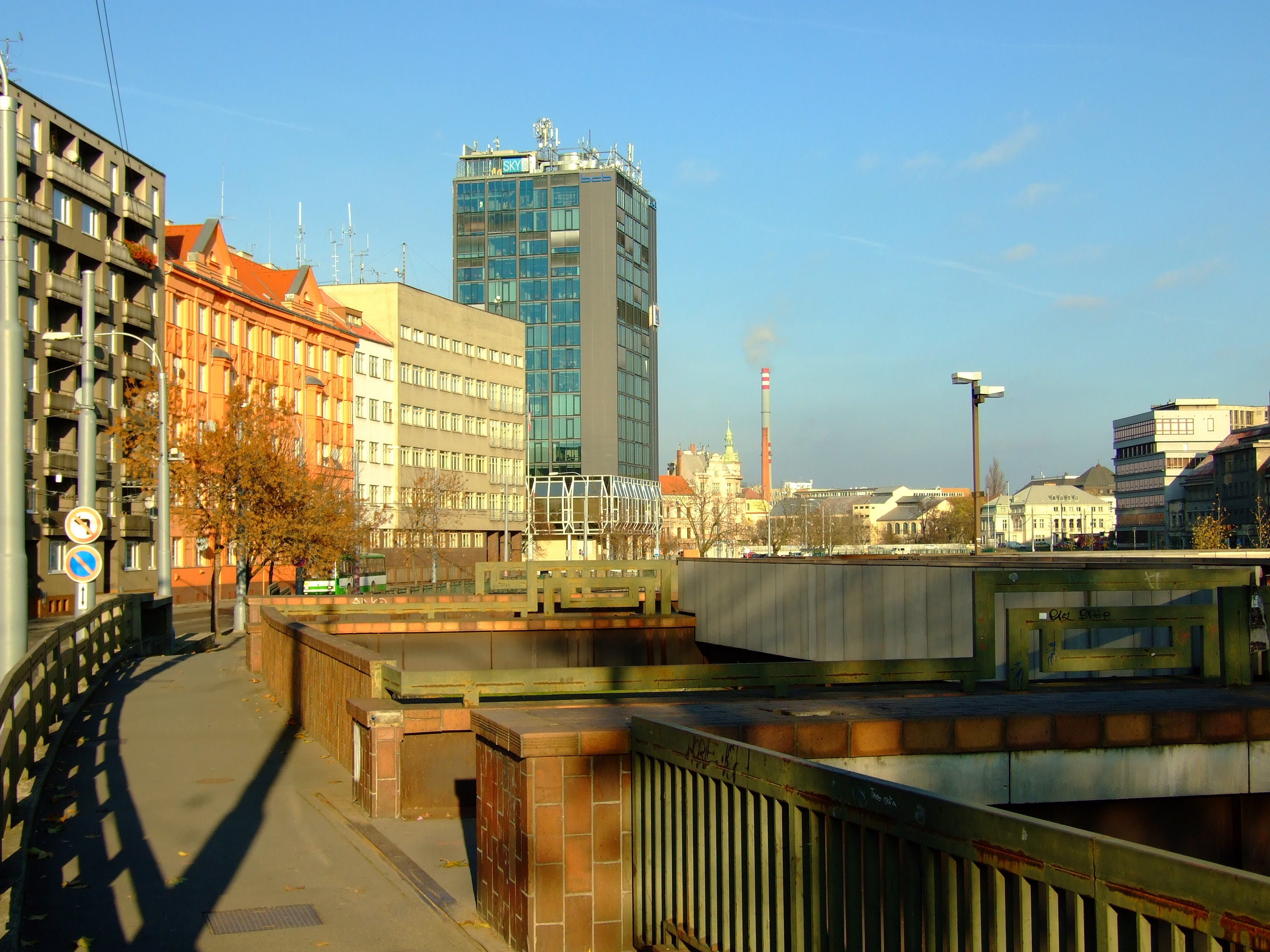
Pohled z Anglického nábřeží, 2008
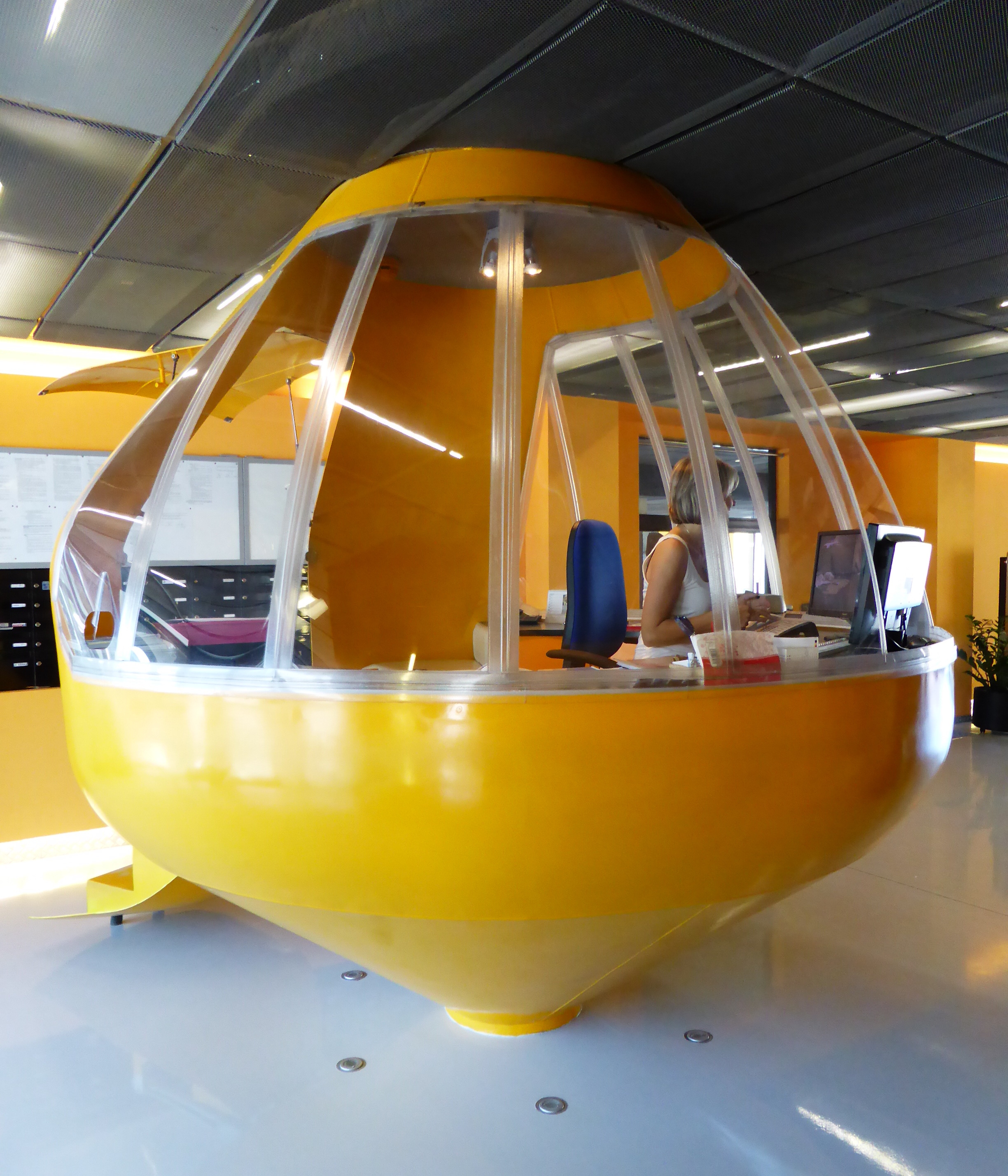
Recepce, 2015